# فوش آندر گروسگلوکنرستراس
فوش آندر گروسگلوکنرستراس (به آلمانی: Fusch an der Großglocknerstraße) یک منطقهٔ مسکونی در اتریش است که در ناحیه تسل آم زه واقع شده‌است. فوش آندر گروسگلوکنرستراس ۱۵۸٫۰۶ کیلومتر مربع مساحت دارد ۸۱۳ متر بالاتر از سطح دریا واقع شده‌است.